# Bacówka (schronisko)
Bacówka (inna nazwa: schronisko turystyki kwalifikowanej) – określenie stawianych w latach 70. i 80. XX w. małych górskich schronisk turystycznych, zapewniających około 30 miejsc noclegowych na łóżkach.

## Koncepcja
Koncepcja budowy bacówek została przyjęta w 1974 przez Dyrekcję Zrzeszenia Gospodarki Turystycznej Polskiego Towarzystwa Turystyczno-Krajoznawczego w Warszawie. Koordynatorem projektu został Edward Moskała, inicjator ich powstania i propagator turystyki kwalifikowanej. Projekt i dokumentacja techniczna pierwszej z bacówek została opracowana przez architekta Stanisława Karpiela z Zakopanego. Większość obiektów została wybudowana według tego projektu. Wyjątkami są Bacówka nad Wierchomlą, która mieści się w spichlerzu przeniesionym ze Złockiego oraz Bacówka pod Bereśnikiem, gdzie jej budynek wzniesiono z wykorzystaniem i przebudową istniejącej tam wcześniej drewnianej chaty. 

## Bacówki w polskich górach

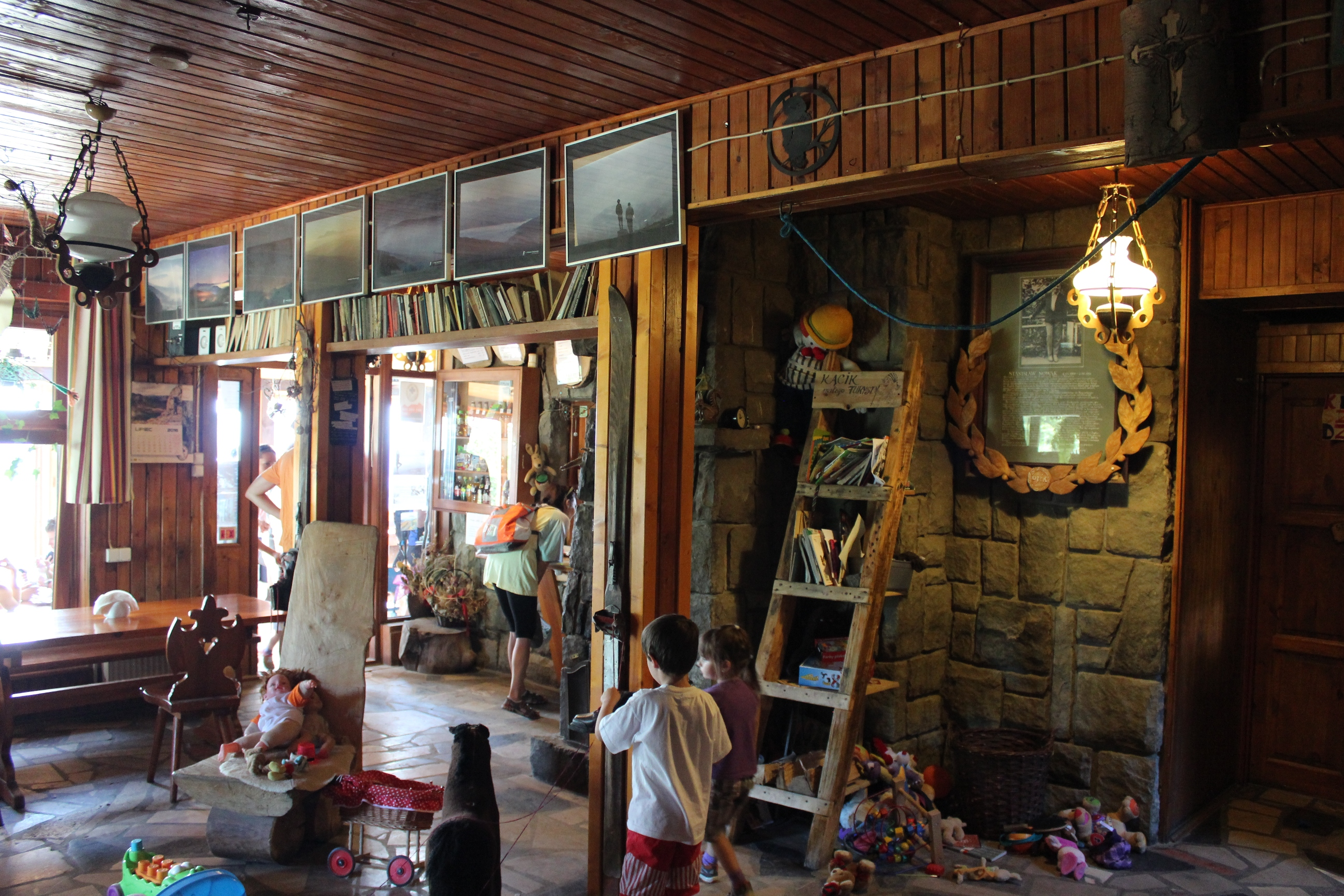
Wnętrze Bacówki nad Wierchomlą

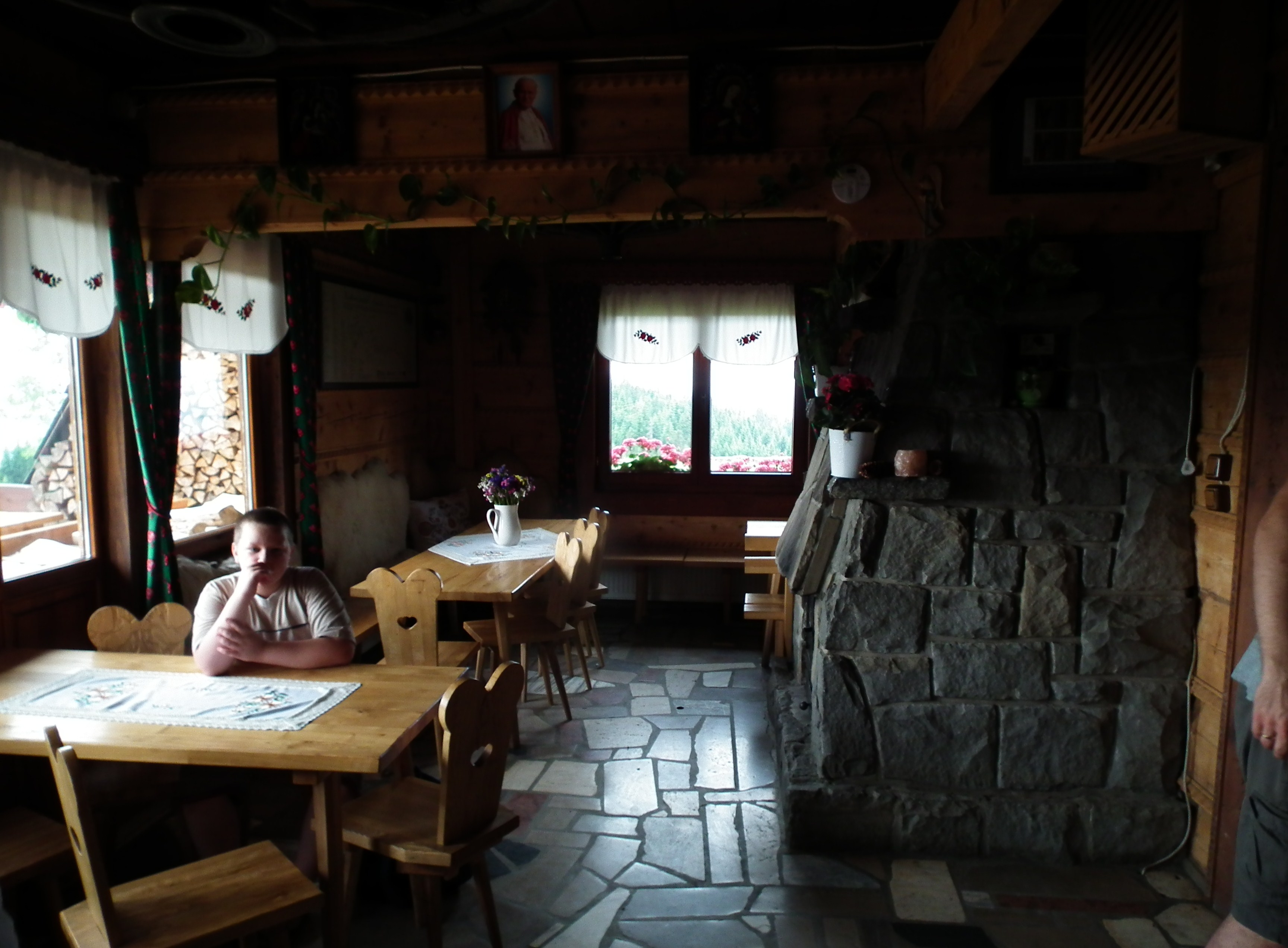
Wnętrze Bacówki na Maciejowej

Wykaz bacówek według roku budowy (chronologicznie):
- Bacówka na Rycerzowej – Beskid Żywiecki, 1975
- Bacówka na Przełęczy Okraj – Karkonosze, 1975
- Bacówka na Lubaniu – Gorce, 1975 (spłonęła w 1978)
- Bacówka w Jaworcu – Bieszczady, 1976
- Bacówka na Krawcowym Wierchu – Beskid Żywiecki, 1976
- Bacówka w Bartnem – Beskid Niski, 1977
- Bacówka na Maciejowej – Gorce, 1977
- Bacówka nad Wierchomlą – Beskid Sądecki, 1978
- Bacówka pod Małą Rawką – Bieszczady, 1979
- Bacówka na Brzance – Pogórze Ciężkowickie, 1981
- Bacówka pod Trójgarbem – Sudety Środkowe, 1984 (rozebrana w 2017)
- Bacówka na Jamnej – Pogórze Ciężkowickie, 1985
- Bacówka pod Honem – Bieszczady, 1986
- Bacówka PTTK pod Bereśnikiem, 1989

Jedną z ostatnich Bacówek otwartych przez Edwarda Moskałę była Bacówka pod Bereśnikiem.

## Kluby związane z bacówkami
Na przestrzeni lat pojawiły się inicjatywy skupiające osoby związane z bacówkami. Pierwszym z ich był Klub Baców PTTK, który powstał z inicjatywy Edwarda Moskały 3/4 lipca 1976 w Bacówce na Rycerzowej. Grupę inicjatywną stanowiły osoby związane z budową bacówek. Według regulaminu do zadań klubu należało:
- podniesieniem kultury uprawiania turystyki kwalifikowanej,
- dążenie do rozwoju turystyki kwalifikowanej poprzez ułatwianie turystom indywidualnym przebywanie w górach i schroniskach górskich,
- dążenie do rozbudowy bazy turystycznej w górach poprzez budowę bacówek,
- czuwanie nad zachowaniem właściwego charakteru i funkcji bacówek oraz innych schronisk górskich,
- pogłębianie wiedzy o górach wśród członków klubu w tym ułatwianie członkom uprawianie turystyki kwalifikowanej w górach,
- organizowanie wycieczek, imprez górskich, zebrań dyskusyjnych, prelekcji i odczytów,
- dbałość o ochronę środowiska naturalnego w powiązaniu z zagospodarowaniem gór schroniskami i szlakami[1].

W 2003 gospodarze bacówek na Rycerzowej, Krawcowym Wierchu, Maciejowej i nad Wierchomlą utworzyli Klub Bacówkarza, którego celem była popularyzacja bacówek poprzez udzielanie zniżek na noclegi dla turystów wielokrotnie je odwiedzających. Obecnie klub już nie funkcjonuje.